# Eumenes belli
Eumenes belli (лат.) — вид одиночных ос рода Eumenes из семейства Vespidae. Китай.

## Описание
Чёрные осы с желтоватыми отметинами и с тонким длинным стебельком брюшка (петиоль). От близких видов отличается следующими признаками: тергит T1 не грушевидный, два боковых края постпетиоля субпрямые и параллельные; Т1 резко вздут на 1/2 или 1/3 от основания; метасомальный сегмент 1 более чем в 4 раза длиннее апикальной ширины.  Передний край наличника с отчётливой вырезкой.